# Milan Vilotić
Milan Vilotić (srbskou cyrilicí Милан Вилотић, * 21. října 1986, Bělehrad, SFR Jugoslávie) je srbský fotbalový obránce a reprezentant, v současnosti působí v klubu BSC Young Boys.

## Reprezentační kariéra
Reprezentoval Srbsko v mládežnické kategorii U21.
Zúčastnil se Mistrovství Evropy ve fotbale hráčů do 21 let 2009 ve Švédsku.
V A-mužstvu Srbska debutoval 7. června 2011 v přátelském zápase v Melbourne proti domácímu týmu Austrálie. Střetnutí skončilo remízou 0:0. V témže roce odehrál ještě dva další přátelské zápasy (proti Rusku a Hondurasu).